# Li Xin (koszykarka)
Li Xin (chiń. upr. 李昕; pinyin Lǐ Xīn; ur. 5 listopada 1969 w Benxi) – chińska koszykarka, występująca na pozycji rzucającej, reprezentantka kraju, multimedalistka międzynarodowych imprez koszykarskich, po zakończeniu kariery zawodniczej trenerska koszykarska.
W sezonie 1997/1998 poprowadziła męską drużynę Beijing Aoshen do 17 zwycięstw i awansu do ligi najwyższej klasy rozgrywkowej – CBA. W 1999 została pierwszą w historii kobietą, która objęła stanowisko trenerskie w męskiej lidze CBA, w zespole Beijing Olympians. Drużynę trenowała przez zaledwie pięć spotkań. Jest też najmłodszą trenerką w historii chińskiej koszykówki bez podziału na płeć. 

## Osiągnięcia
Na podstawie, o ile nie zaznaczono inaczej.

### Reprezentacja
Seniorska
- Wicemistrzyni:
  - olimpijska (1992)[4]
  - mistrzostw świata (1994)[5]
  - igrzysk azjatyckich (1990)[6]
- Brązowa medalistka igrzysk azjatyckich (1994)[7]
- Uczestniczka:
  - igrzysk olimpijskich (1992, 1996 – 9. miejsce)[8][9][10]
  - mistrzostw świata (1990 – 9. miejsce, 1994)[11]

Młodzieżowa
- Uczestniczka mistrzostw świata U–19 (1985 – 4. miejsce)[12]